# Ventaquemada (kommun)
Ventaquemada är en kommun i Colombia.   Den ligger i departementet Boyacá, i den centrala delen av landet, 100 km nordost om huvudstaden Bogotá. Antalet invånare är 14 404. Arean är 159 kvadratkilometer.
Terrängen i Ventaquemada är lite bergig.